# Carl Curtis

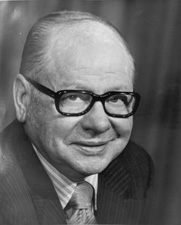
Carl Curtis

Carl Thomas Curtis (* 15. März 1905 bei Minden, Nebraska; † 24. Januar 2000 in Lincoln, Nebraska) war ein US-amerikanischer Politiker (Republikanische Partei), der den Bundesstaat Nebraska in beiden Kammern des US-Kongresses vertrat.
Carl Curtis kam auf der Farm seiner Familie im Kearney County zur Welt. Er besuchte die öffentlichen Schulen und später die Nebraska Wesleyan University in der Staatshauptstadt Lincoln; danach studierte er die Rechtswissenschaften, bestand die Aufnahmeprüfung zur Anwaltskammer und begann im Kearney County zu praktizieren. Von 1931 bis 1934 war er dort der Bezirksstaatsanwalt.
1938 bewarb sich Curtis um einen Sitz im Repräsentantenhaus der Vereinigten Staaten und war bei der Wahl gegen den demokratischen Amtsinhaber Charles Gustav Binderup siegreich, wobei er sich in seinem Wahlprogramm gegen Präsident Franklin D. Roosevelt und dessen New Deal positionierte. In den folgenden Jahren wurde er mehrfach von den Wählern bestätigt, ehe er 1954 nicht mehr zur Wiederwahl antrat und stattdessen für den US-Senat kandidierte.
Auch diese Wahl entschied Curtis für sich, woraufhin er sein Mandat ab dem 1. Januar 1955 wahrnahm. Im Senat blieb er loyal zu seiner Partei und trug deren Linie mit, wenn es um die antikommunistischen Aktivitäten der 1950er-Jahre oder später die Opposition gegenüber Sozialprogrammen der Demokraten wie Lyndon B. Johnsons Great Society ging; er stimmte allerdings auch für den Civil Rights Act of 1964. Als Vertrauter von Arizonas Senator Barry Goldwater leitete er 1964 die Republican National Convention in San Francisco, bei der Goldwater als Präsidentschaftskandidat nominiert wurde. Curtis wurde später ein Anhänger von Richard Nixon nach dessen Wahl zum US-Präsidenten und unterstützte dessen Politik in Vietnam. Auch während des Watergate-Skandals hielt er zu Nixon. Von 1975 bis 1979 führte er den Vorsitz der Senate Republican Conference. 1978 trat er nicht mehr zur Wiederwahl an.
Nachdem er politisch in den Ruhestand gegangen war, arbeitete Curtis wieder als Anwalt in Lincoln. Außerdem war er für die konservative Lobby-Organisation American Freedom Coalition tätig. Nach seinem Tod am 24. Januar 2000 hielt Strom Thurmond im Senat eine Trauerrede.